# Collegiata dei Santi Quirico e Giulitta
La collegiata dei Santi Quirico e Giulitta (nota anche più semplicemente come collegiata di San Quirico) è il principale luogo di culto cattolico di San Quirico d'Orcia, in provincia di Siena e arcidiocesi di Siena-Colle di Val d'Elsa-Montalcino.

## Storia e descrizione

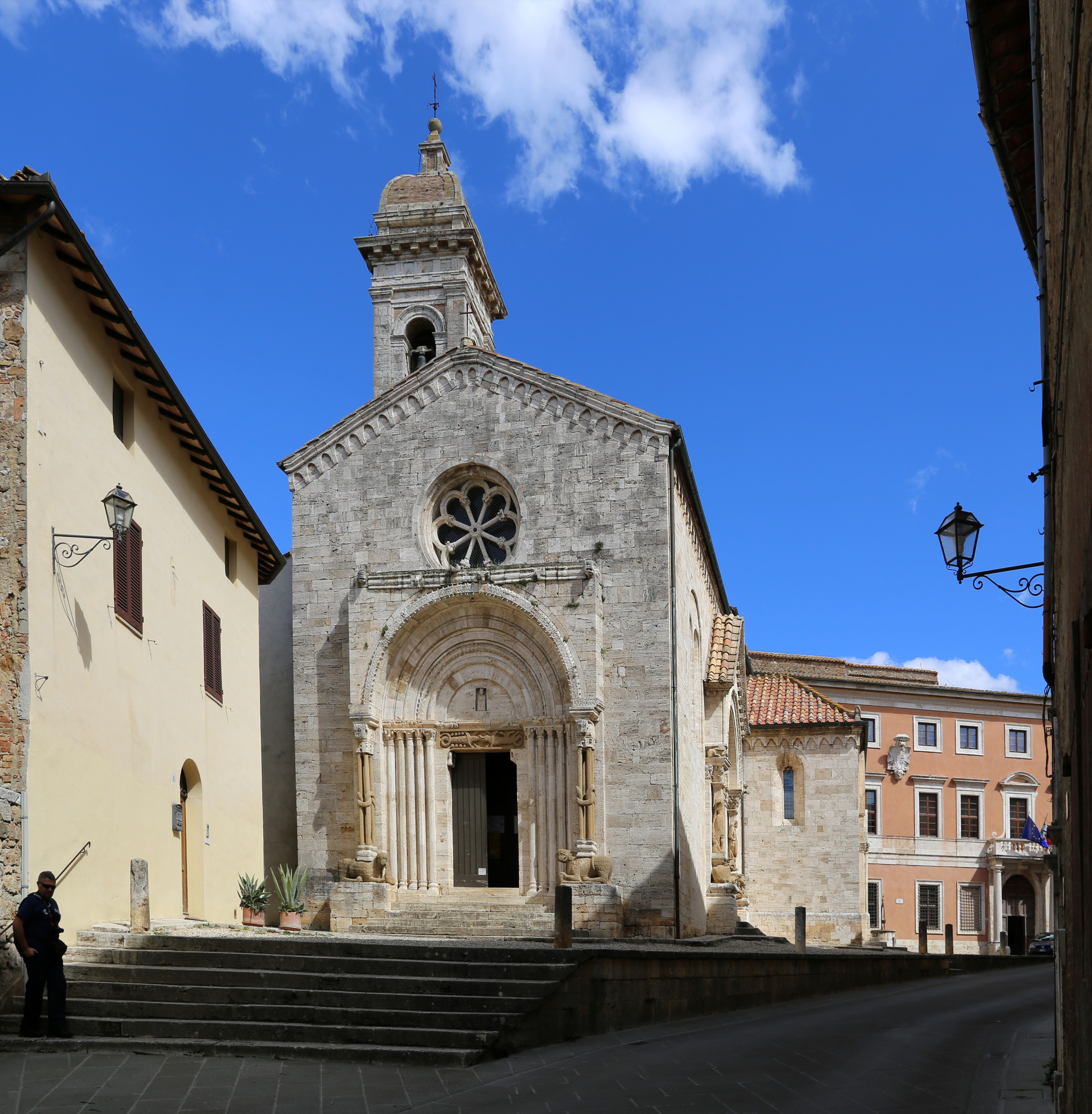
Facciata e campanile

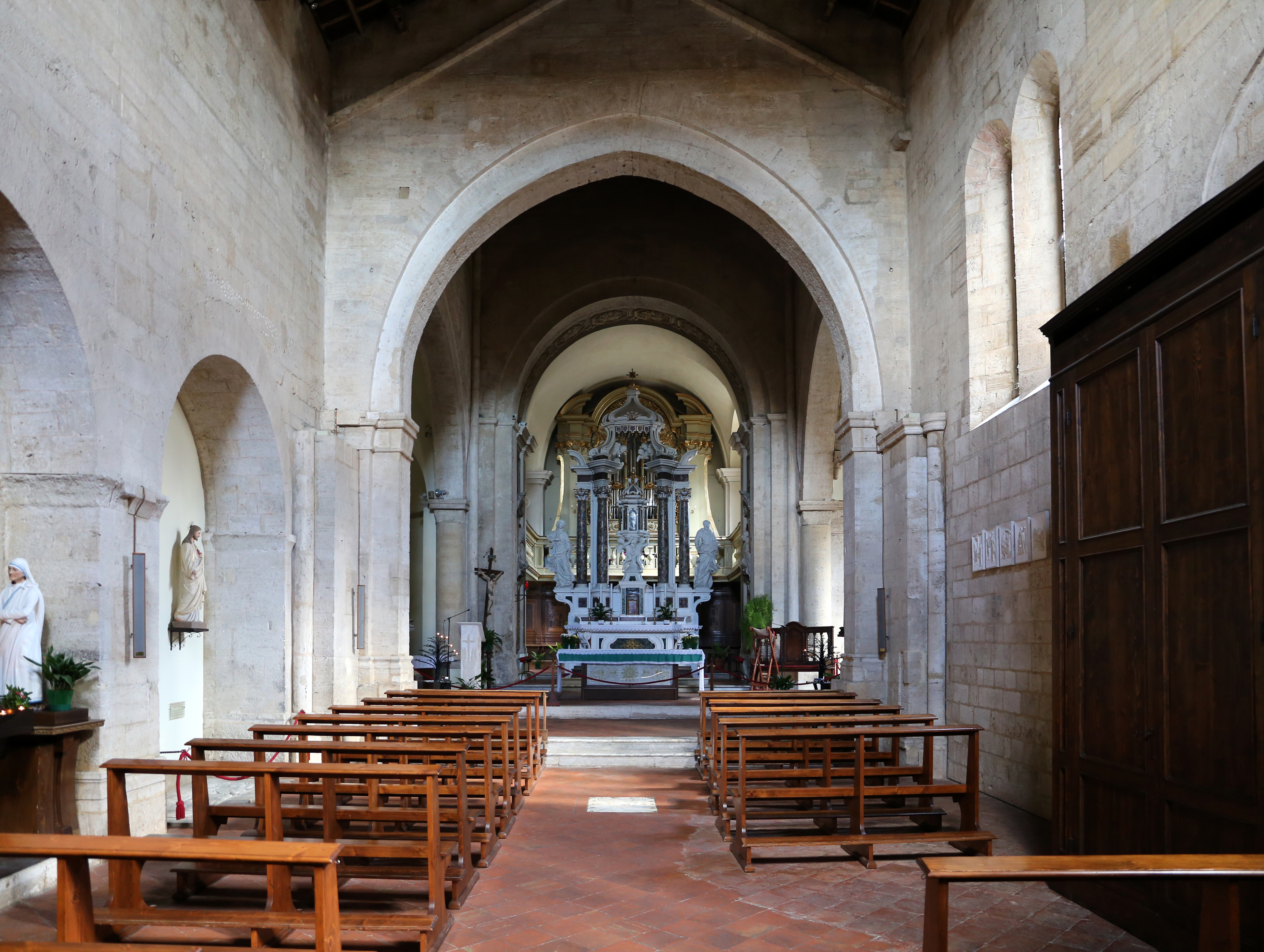
Interno

### Le origini altomedievali
Era un'antica pieve preceduta da un battistero dell'VIII secolo. L'edificio attuale fu costruito verso la fine del XII secolo o agli inizi del secolo successivo; la parte più antica sembra essere quella corrispondente alla facciata e in particolare al portale maggiore. La parte terminale è stata completamente alterata con l'abbattimento dell'abside originario nel 1653 per costruirvi il coro.
La chiesa ha una pianta a croce latina con unica navata e cappelle absidali. Dei tre portali, il più significativo è il portale maggiore, di stile lombardo, costituito da un protiro leggermente risaltato ad arco (architettura) a tutto sesto, decorato e sorretto da due coppie di colonnette per lato, in pietra arenaria, annodate al centro e poggianti su leoni stilofori. Sulla cima delle colonnette si imposta l'arco a tutto sesto. All'interno del protiro ci sono cinque colonne a sinistra e cinque a destra con capitelli ornati da animali e foglie d'acanto. Sull'architrave del portale si trovano due coccodrilli affrontati. Nel centro della lunetta è scolpita in altorilievo una figura in trono ritenuta l'effigie di San Damaso, ma in realtà da identificare con la rappresentazione di San Quirico. La decorazione del portale si sviluppa secondo un'iconografia simbolica cristiana che deriva dall'arte lombarda.

### Gli interventi successivi
Nella seconda metà del XIII secolo furono intrapresi lavori di ampliamento che consistettero nell'aggiunta del transetto e dei due portali laterali lungo la Via Francigena. Il primo dei portali laterali costruito nel 1288 è stato attribuito a Giovanni Pisano che in quegli anni (1287-1288) era impegnato a Siena nella costruzione del Duomo. Nella cuspide del portale è la scritta in caratteri gotici Iohes, interpretata come nome del Pisano o anche come memoria dell'antico titolo della pieve dedicata a San Quirico e a San Giovanni Battista. Al 1298 risale il portale sullo stesso lato nella parete del transetto, opera del pievano Lotto (dall'iscrizione sull'architrave) cui si deve probabilmente lo stesso transetto. Il portale offre una combinazione di elementi gotici e romanici. Nel 1644 la pieve fu promossa a collegiata. Nel 1724-1733, su disposizione del cardinale Anton Felice Zondadari, il vecchio campanile fu abbattuto per far posto a uno nuovo, e l'interno della chiesa fu rimodellato in stile barocco.
Nel 1749 i seggi del coro furono restaurati. Erano stati realizzati dall'artista senese Antonio Barili per la cappella di San Giovanni Battista nella cattedrale di Siena, successivamente dismessi e poi acquistati dal marchese Chigi nel 1644. Solo 7 dei 19 pannelli realizzati dal Barili sono ancora presenti: gli altri, ad eccezione dell'autoritratto dell'artista successivamente trasportato a Vienna, sono andati perduti. Fra il 1798 e il 1806 fu realizzato un nuovo campanile. Nel 1878 fu realizzato un pulpito in stucco, successivamente trasferito nella chiesa della Madonna di Vitaleta. Successive modifiche alla chiesa furono effettuate nei lavori di restauro dopo la Seconda guerra mondiale.

### Interno
Per quel che riguarda gli interni, a sinistra dell'altar maggiore si trova la grande pala d'altare quattrocentesca con la Madonna col Bambino, gli angeli e i santi (fra i quali san Quirico) su uno sfondo dorato, realizzata intorno al 1470 da Sano di Pietro. Nella lunetta, invece, sono rappresentati la Resurrezione e la Discesa di Cristo al Limbo. Sulla predella sono dipinti lo stemma del Comune di San Quirico e cinque episodi della Vita della Madonna. 
Sul pavimento a sinistra della navata, all'ingresso della chiesa, si trova invece la lastra tombale del principe Enrico II di Nassau, morto nel 1451. Sul lato sinistro della navata si trova la Cappella del Suffragio, di realizzazione più recente. Contiene un affresco staccato del primo Cinquecento noto come la Madonna della Mela o Madonna delle Grazie, attribuito a Girolamo di Benvenuto, e il dipinto di Rutilio Manetti che rappresenta la Madonna del Rosario che salva una ragazza dall'annegamento, proveniente dalla chiesa campestre della Madonna del Rosario e databile al 1610 circa.
Al centro della cantoria dell'abside si trova l'organo a canne, costruito da Cesare Romani nel 1606-1607 per la chiesa abbaziale di Monte Oliveto Maggiore e acquistato dal capitolo della collegiata nel 1810. Lo strumento è a trasmissione meccanica e dispone di 7 registri su unico manuale e pedale. Il prospetto è incorniciato da una cassa lignea fastosamente ornata con rilievi dorati.

## Galleria d'immagini

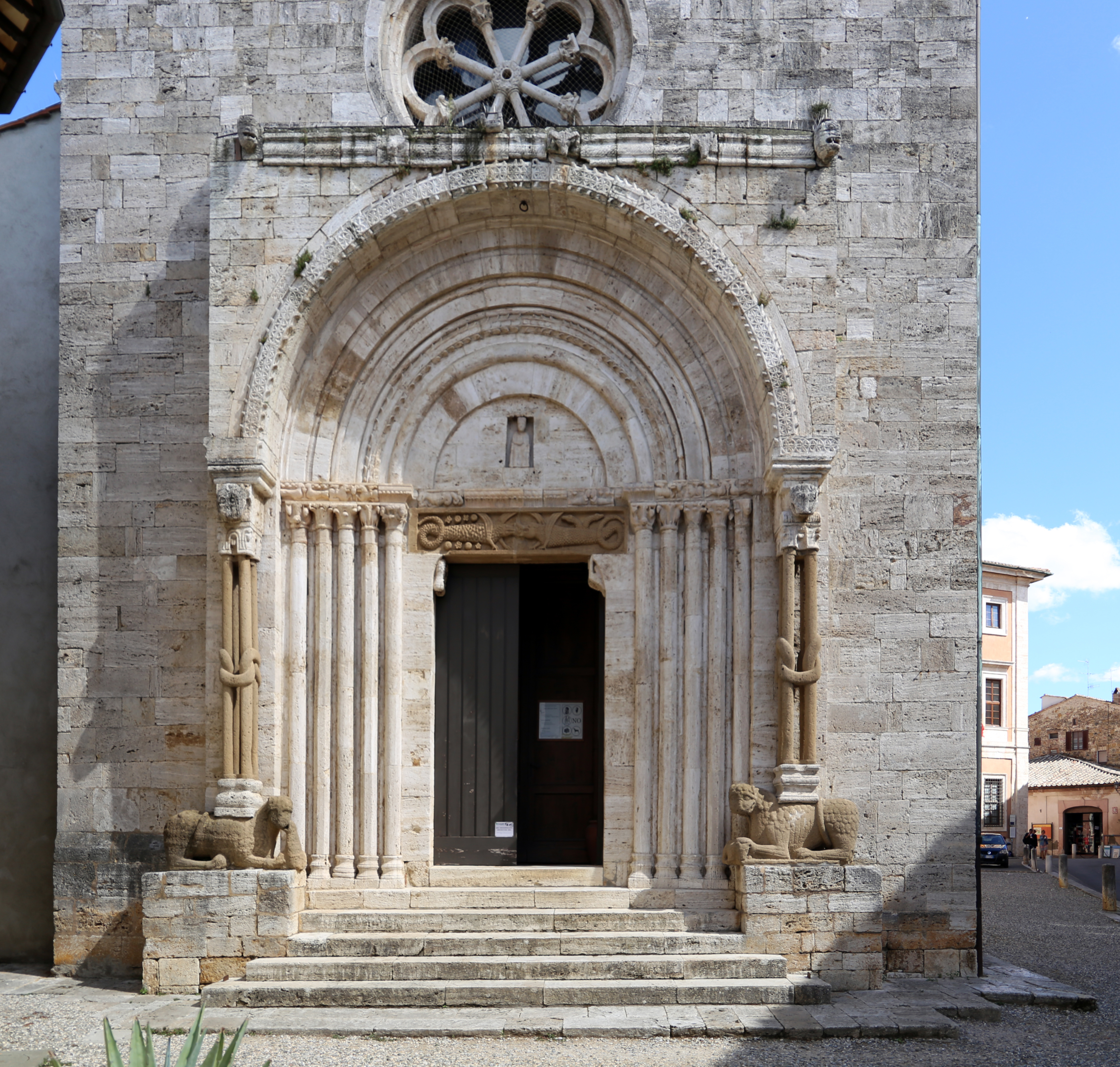
Portale della facciata
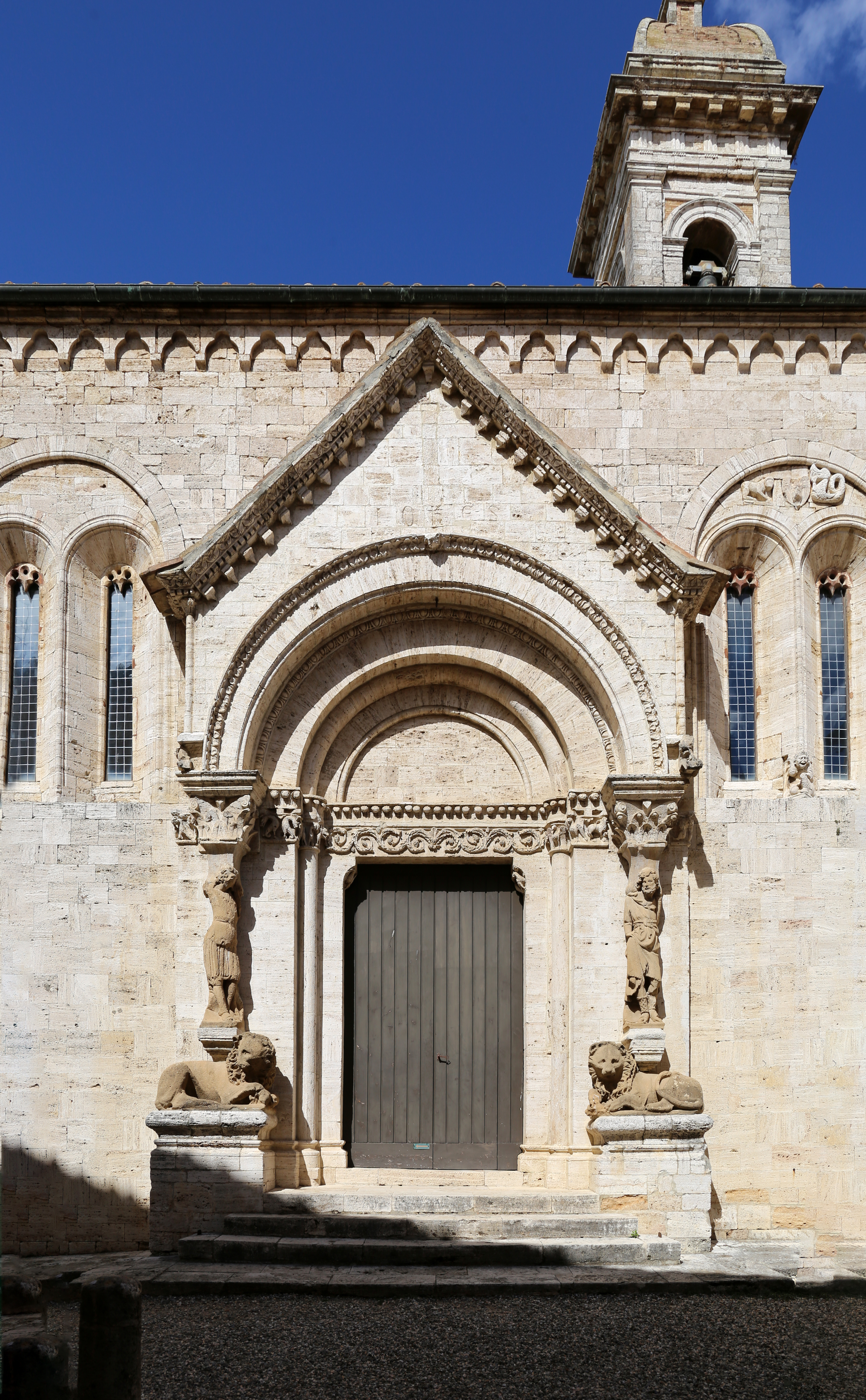
Portale laterale della navata
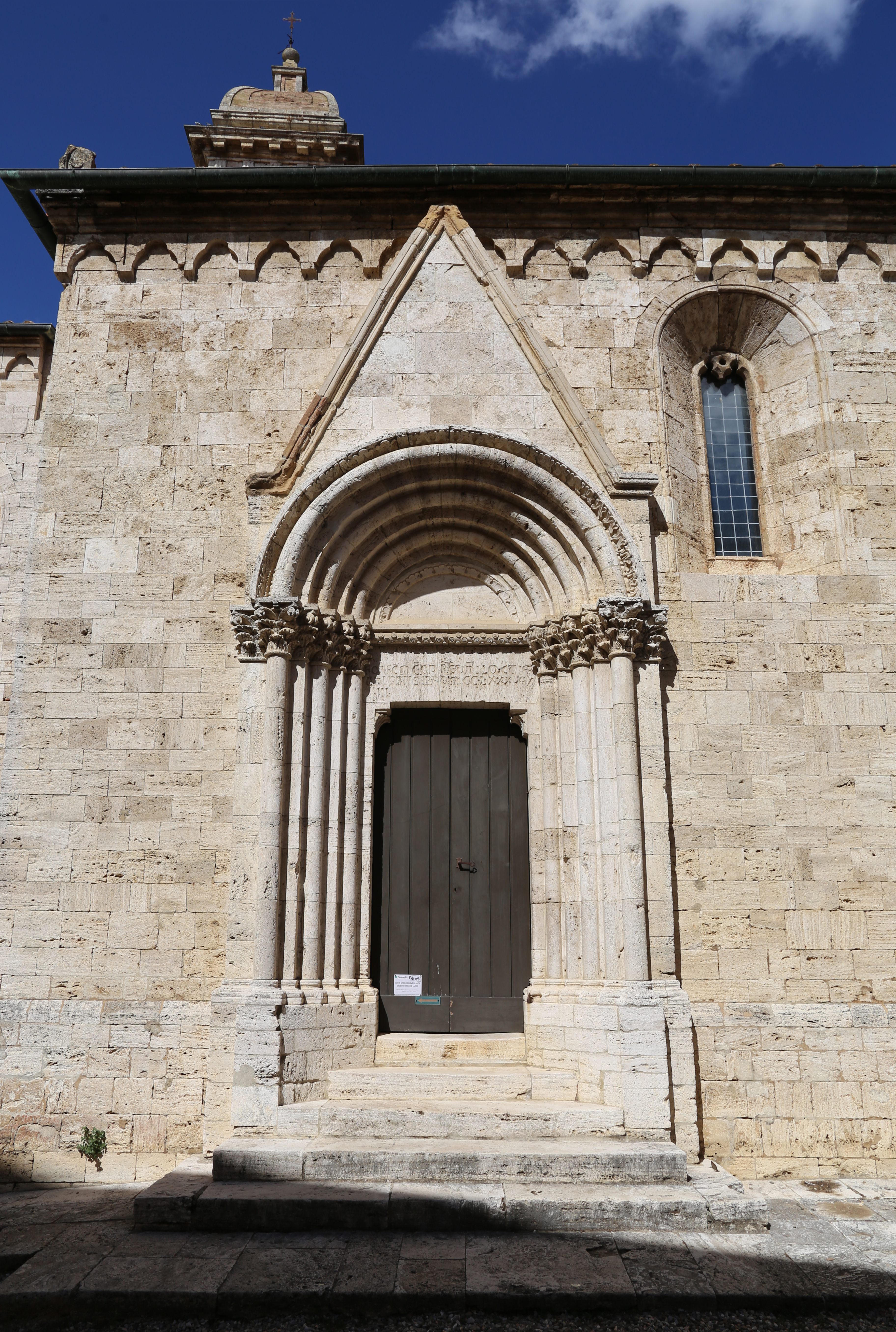
Portale del transetto
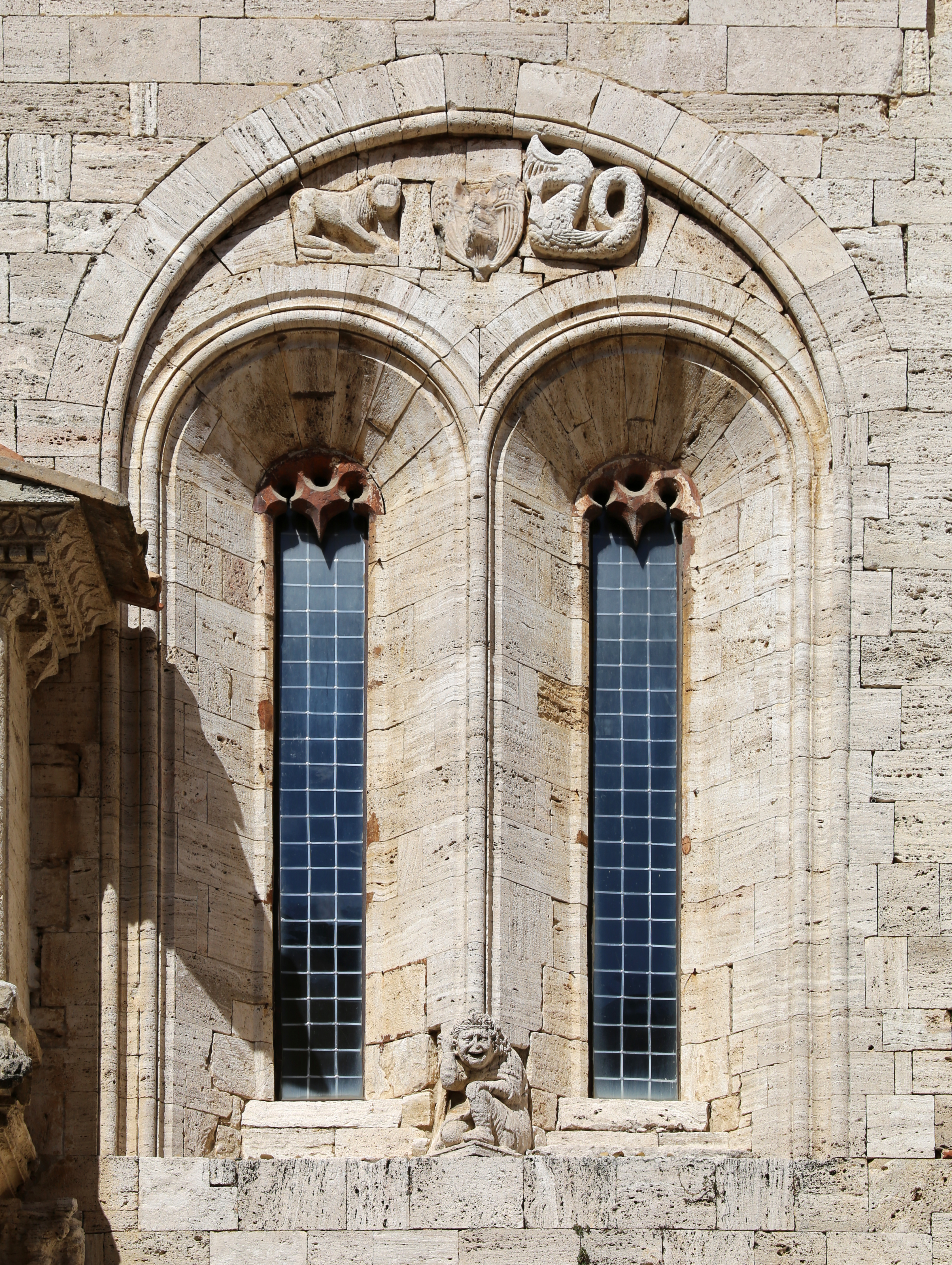
Bifora
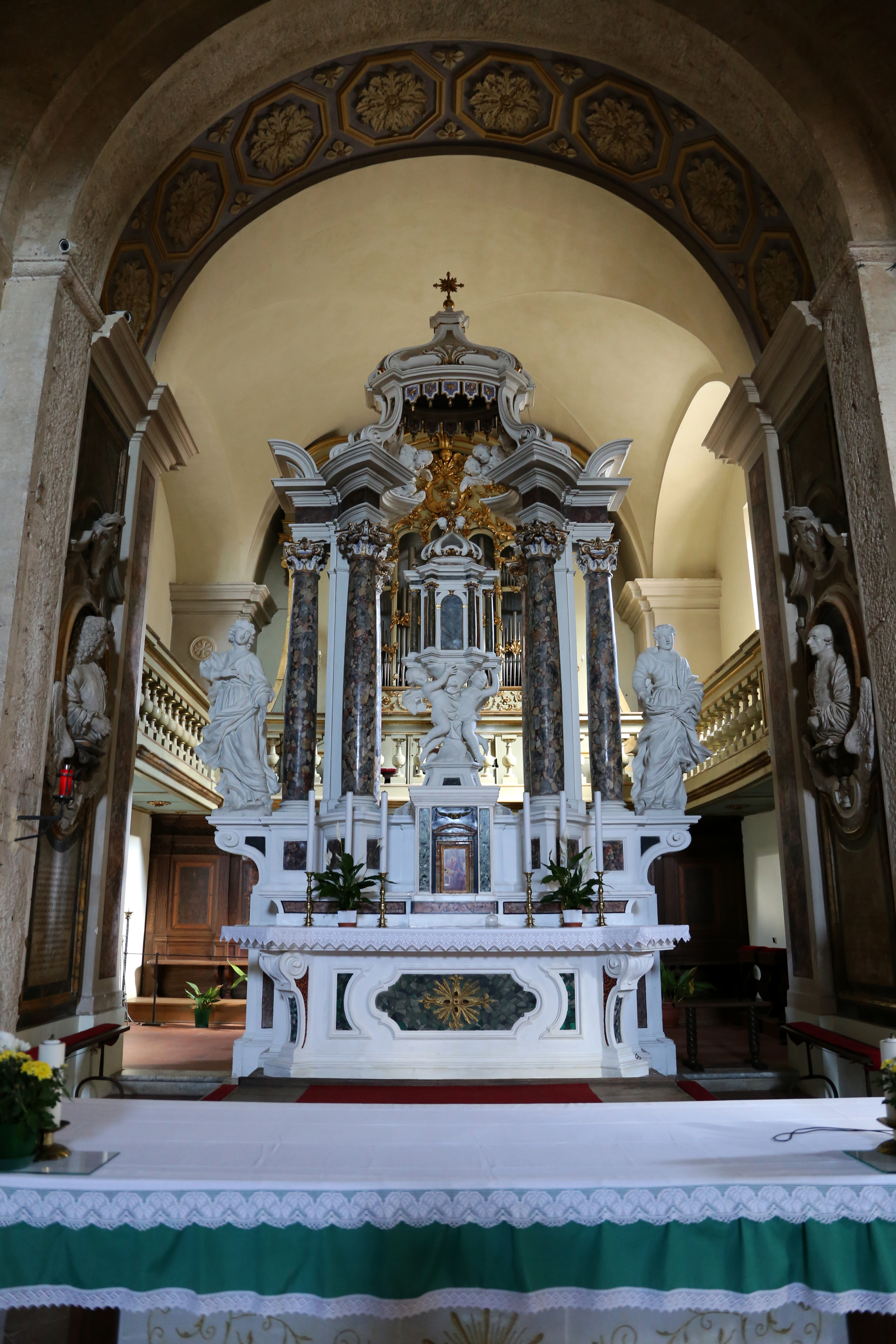
Altare maggiore barocco
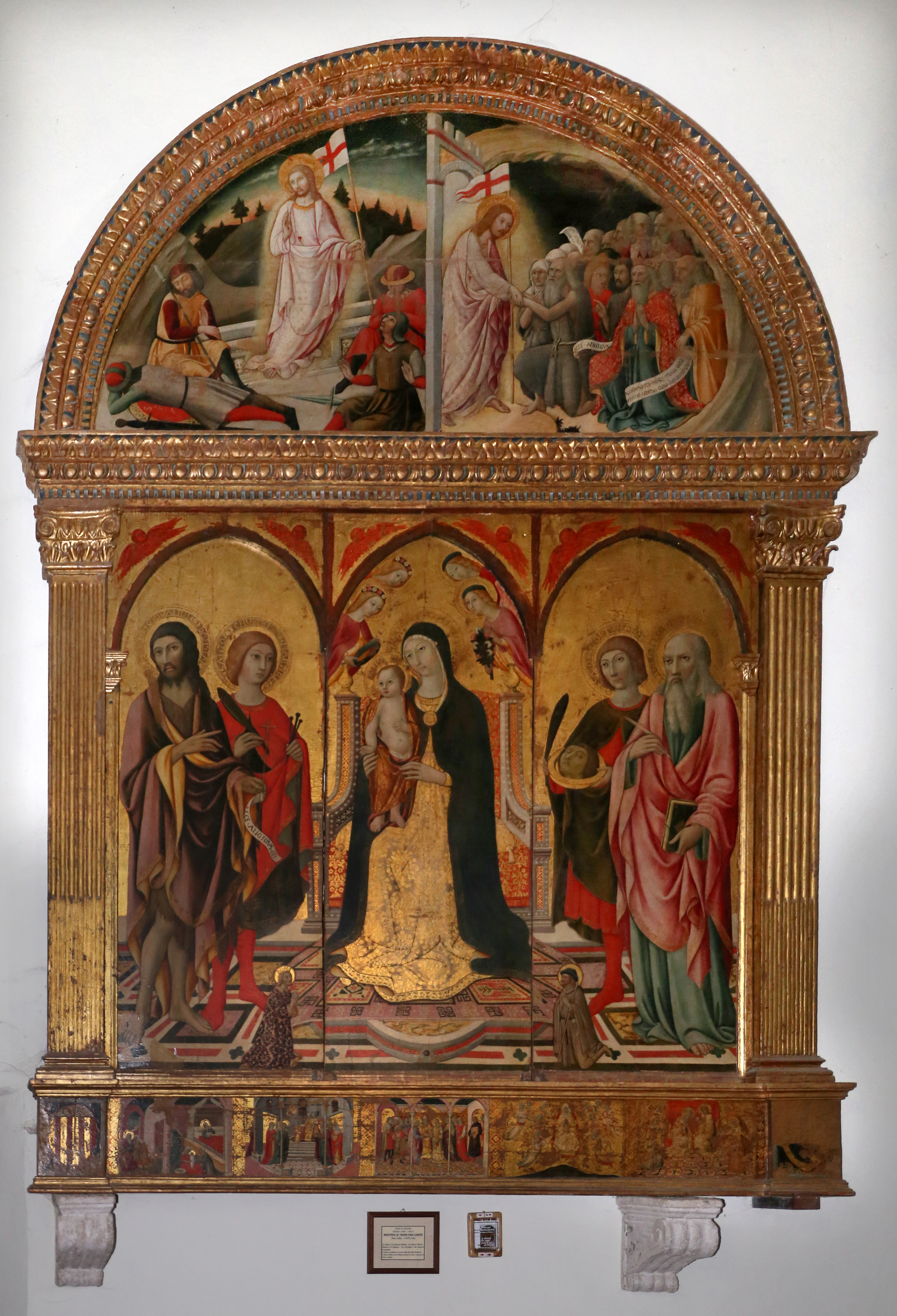
Pala di Sano di Pietro (1470 circa)
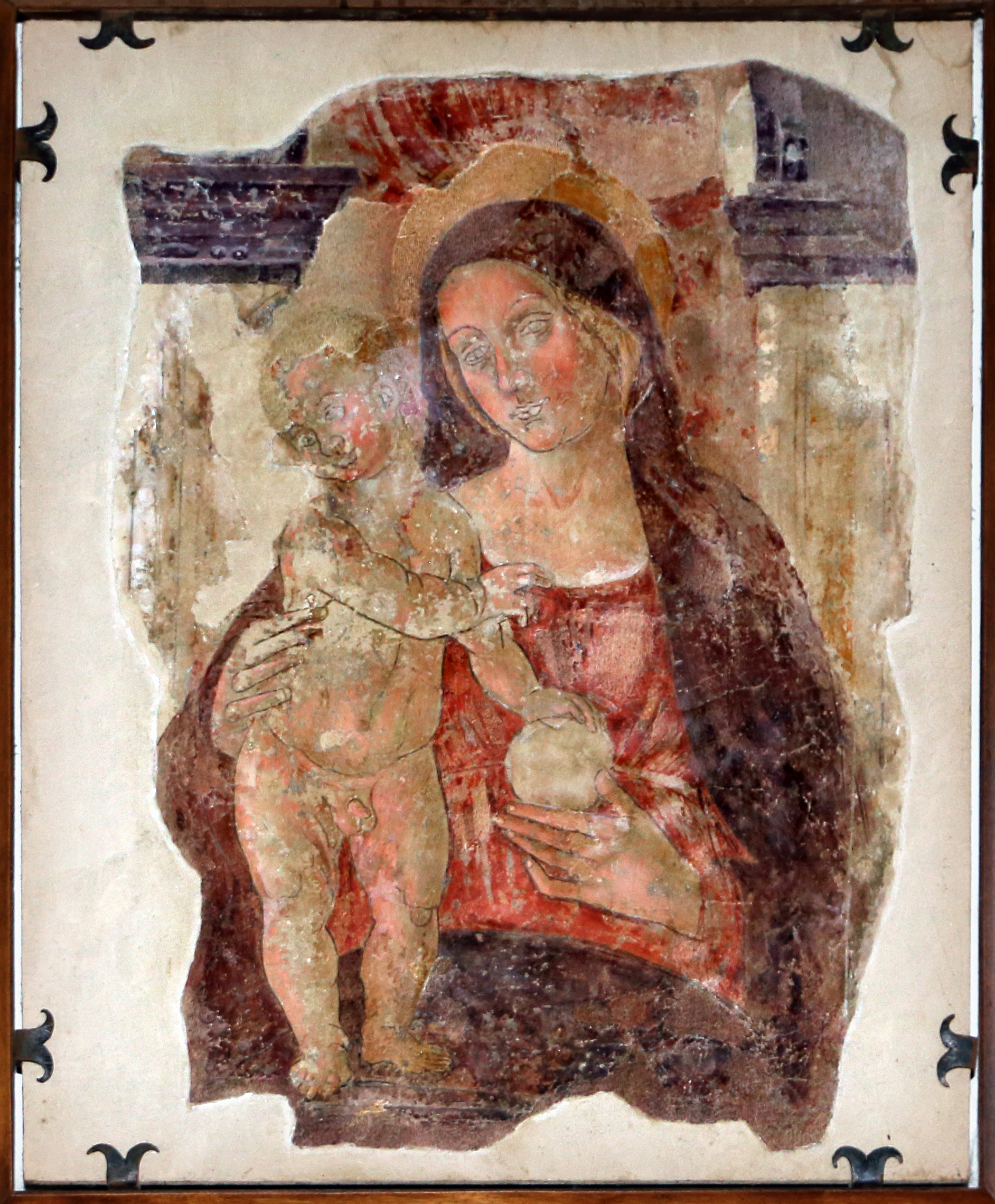
Girolamo di Benvenuto (attr.), Madonna della Mela
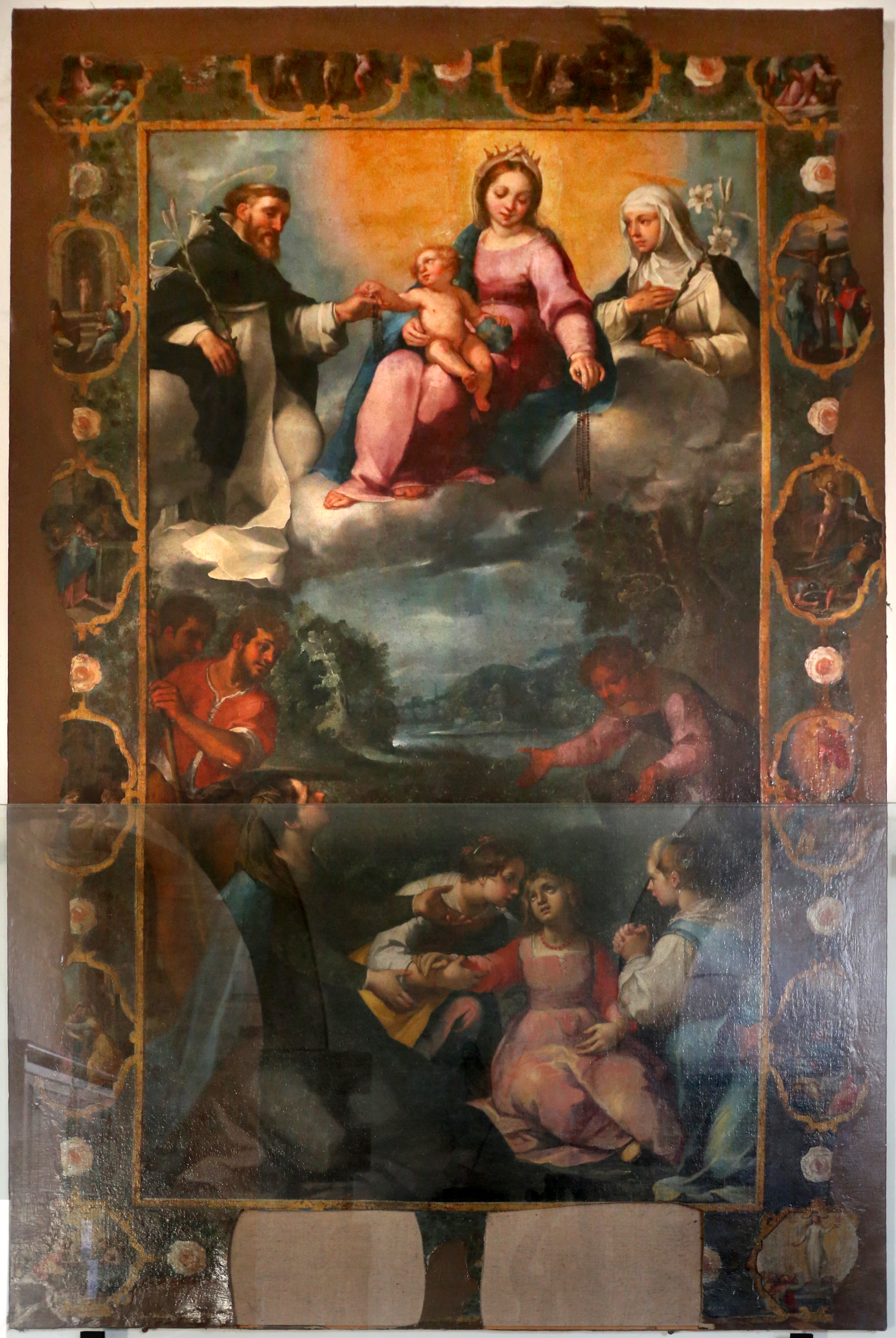
Rutilio Manetti, Madonna del Rosario (1610)
L'organo a canne